# Gert K. Müntefering
Gert Kaspar Müntefering (* 28. November 1935 in Neheim) ist ein deutscher Fernsehjournalist. Unter anderem arbeitete er für das Kinderprogramm des WDR.

## Leben
Gert Müntefering wurde als Sohn des kaufmännischen Angestellten Ewald Müntefering und dessen Frau Rosa Franziska, geb. Grilc, einer Friseurmeisterin, im Johannes-Hospital in Neheim im Hochsauerland (heute Stadtteil von Arnsberg) geboren, wo er das neusprachliche Gymnasium besuchte. Anschließend absolvierte er ein Volontariat bei der Westfalenpost. Nach dem Ende der Ausbildung arbeitete Müntefering als Redakteur bei Lokalredaktionen im Raum Westfalen. Im Jahr 1961 wurde er verantwortlicher Redakteur für die Redaktion Umfeld Köln bei der Kölnischen Rundschau. Außerdem arbeitete für die Zeitschrift Twen, die Zeitschrift Westfalenspiegel des Landschaftsverbandes Westfalen sowie als freier Mitarbeiter für den WDR.
Ab 1963 war Müntefering fest beim WDR beschäftigt und baute dessen Kinder- und Kleinkinderprogramm auf. Er war zwischen 1965 und 1968 maßgeblich an der Produktion der ersten Kinderfilme im Deutschen Fernsehen beteiligt. Von Müntefering stammt ab 1970 die Idee und das Konzept zur Sendung mit der Maus. Daneben war er 1977 für das Kinderfernsehen an den Vorstadtkrokodilen beteiligt. Auch an der Zusammenarbeit zwischen dem bundesdeutschen Fernsehen und dem Tschechoslowakischen Fernsehen (ČST) bei den Produktionen Pan Tau, Die Märchenbraut (in anderen Ländern „Arabela“) und Die Besucher war er ab 1967 beteiligt. Einer seiner Kooperationspartner war der Drehbuchautor Ota Hofman. Ähnliches gilt auch für die Zusammenarbeit mit polnischen Produktionen ab 1984. Ab 1981 war Müntefering Leiter der Familienprogramme des WDR-Fernsehens. 1999 ging er in den Ruhestand. Müntefering lehrte an Hochschulen in Berlin, München und zuletzt in Kassel.
Müntefering war mit Karin Müntefering, geb. Ammann, verheiratet und ist Vater von zwei Kindern.

## Trivia
Müntefering erscheint kurz als er selbst in Luzie, der Schrecken der Straße. Im Fernsehen spricht er vom Einfluss des Fernsehens auf die kindliche Entwicklung.

## Biografisches
- WDR Geschichte(n) – Eine Zeitreise in 14 Interviews: Gert K. Müntefering. Film von Klaus Michael Heinz, WDR Fernsehen, 13. Oktober 2018, 60 min., WDR Mediathek unbefristet